# Sonia Alcántara Magos
Sonia Alcántara Magos (Santiago de Querétaro, 20 de agosto de 1949) es una abogada y política mexicana, miembro del Partido Revolucionario Institucional (PRI). Ha sido, entre varios cargos, senadora por su estado de 1994 a 2000.

## Biografía
Es licenciada en Derecho y en entre 1975 y 1980 ejerció como docente en la Escuela de Derecho de la Universidad Autónoma de Querétaro. Desde 1977 es miembro activo del PRI.
Inició su carrera judicial en 1970 en que fue secretaria del juzgado segundo de primera instancia civil en el Tribunal Superior de Justicia de Querétaro y de 1970 a 1972 fue agente del ministerio público. En 1973 fue subprocuradora general de Justicia de Querétaro.
En 1974 fue nombrada notaria pública y de 1975 a 1979 fue tesorera del Consejo de Notarías de Querétaro. En 1979 asumió como magistrada propietaria del Tribunal Superior de Justicia de Querétaro y de 1981 a 1982 ejerció por primera vez como su presidenta. Al terminar dicho cargo, se separó de la magistratura, para ser de 1982 a 1985 secretaria general de Gobierno del estado por nombramiento del gobernador Rafael Camacho Guzmán. Al término retornó al Tribunal Superior como magistrada, y fue por segunda ocasión su presidenta de 1991 a 1994.
En 1994 fue elegida senadora por Querétaro en segunda fórmula para las Legislaturas LVI y LVII que concluyeron en 2000. En el senado, fue secretaria de la comisión de Estudios Legislativos, 4a Sección; e integrante de las comisiones de Atención a Niños, Jóvenes y Tercera Edad; de Equidad y Género; de Fortalecimiento del Federalismo; Jurisdiccional; de Justicia; de Población y Desarrollo; y, de Relaciones Exteriores - 3a Sección (América Latina).
En 2002 fue precandidata del PRI a la gubernatura de Querétaro, en un proceso interno en que enfrentó a Silvia Hernández Enríquez, Fernando Ortiz Arana, Adolfo Vega Montoto, Pablo Meré Alcocer y Gil Mendoza Pichardo, y en el que finalmente resultó elegido candidato Fernando Ortiz Arana.